# 7212 Artaxerxes
7212 Artaxerxes este o planetă minoră (asteroid), cu un diametru de 2,693 km, din centura de asteroizi. A fost descoperită pe 29 septembrie 1973 la Observatorul Palomar de Cornelis Johannes van Houten și a fost numită după Artaxerxes al II-lea. 
Obiectul prezintă o orbită caracterizată de o semiaxă mare de 2,3027215 UAi, o excentricitate de 0,11, o înclinație de 4,06736 ° în raport cu ecliptica.